# Abraxas distitans
Abraxas distitans là một loài bướm đêm trong họ Geometridae.